# پفی‌مرغ
پفی‌مرغ یا مرغ پفی نام یک تیره (پفی‌مرغان) (نام علمی: Bucconidae) از راستهٔ دارکوب‌سانان است.